# Список графов де Блуа
Графы де Блуа (фр. comtes de Blois) — правители французского средневекового графства Блуа.

## Виконты де Блуа
до 906 : Гарнего (ум. 906), виконт Блуа.
906—943: Тибо Старый (890—943), виконт Блуа
жена Рихильда.
943—960: Тибо Плут (ум. 975), сын предыдущего.
около 960 года он берёт титул графа Блуа и присваивает титул графа Шартра.

## Графы де Блуа

### Дом де Блуа
960—975: Тибо I Плут (ум. 975), граф Блуа и Шартра.
жена Лиутгарда де Вермандуа.
975—995: Эд I (ум. 995/996), граф Блуа и Шартра, граф Тура, Шатодена, Провена и Реймса (982—995), сын предыдущего.
жена Берта Бургундская.
995—1004: Тибо II (ум. 1004), граф Блуа, Шартра, Тура, Шатодена, Провена и Реймса, сын предыдущего.
1004—1037: Эд II (ум. 1037), граф Блуа, Шартра, Тура, Шатодена, Провена и Реймса, затем граф Мо и Труа (под именем Эда I), брат предыдущего.
1-я жена с 1103 Матильда Нормандская (ум. 1106);
2-я жена Эрменгарда Овернская.
1037—1089: Тибо III (1010/1012—1089), граф Блуа, Шартра, Тура, Шатодена и Провена, граф Мо и Труа (под именем Тибо I), сын Эда II и Эрменгарды Овернской.
1-я жена Герсенда дю Мэн.
2-я жена Аделаида де Валуа.
1089—1102: Этьен-Анри, (ум. 1102), граф Блуа, Шартра и Мо, сын Тибо III и Герсенды дю Мэн.
жена Адела Английская.
1102—1151: Тибо IV Великий, (ум. 1152), граф Блуа, Шарта и Мо, затем граф Шампани (под именем Тибо II) в 1125, сын предыдущего.
Жена с 1123 Матильда Каринтийская (ум. 1161).
1151—1191: Тибо V Добрый, (1130 — 20 января 1191), граф Блуа и Шартра, сын предыдущего.
1-я жена Сибилла де Шаторенар.
2-я жена с 1164 Алиса Французская (1150—1195).
1191—1205: Людовик де Блуа (ок. 1174 — 1205), граф Блуа, Шартра и Клермона, сын предыдущего и Алисы Французской. Погиб 15 октября 1205 года в сражении при Адрианополе.
жена с 1184 Екатерина, графиня де Клермон-ан-Бовези.
1205—1218: Тибо VI де Блуа (ум. 22 апреля 1218), сын предыдущего.
1-я жена Маго Алансонская;
2-я жена Клеменция де Рош.
1218—1230: Маргарита де Блуа (ок. 1170—1230), графиня Блуа и Шатодена, дочь Тибо V и Алисы Французской.
1-й муж с ок. 1183 Гуго III д’Уази (ум. 1189), виконт Камбре;
2-й муж с ок. 1190 Оттон I (ум. 1200), граф Бургундии;
3-й муж с после 1200 Готье II д'Авен (ум. 1246), сеньор де Гиз, д’Авен и де Лёз, граф Блуа.

### Дом д’Авен
1230—1241: Мария д'Авен (ум. 1241), графиня Блуа и Шартра, дочь Готье д’Авена и Маргариты де Блуа.
муж с 1226 Гуго де Шатильон (ок. 1196—1248), граф Блуа и Сен-Поль.

### Дом де Блуа-Шатильон
1241—1280: Жан I де Блуа-Шатильон (ум. 1280), сын предыдущих.
жена с 1254 Алиса Бретонская (1243—1288).
1280—1292: Жанна де Блуа-Шатильон (ум. 1292), дочь предыдущего.
муж с 1272 Пьер Французский (ум. 1283), граф Алансона и Валуа.
1292—1307: Гуго II де Блуа-Шатильон (ум. 1307), граф Сен-Поль, затем граф Блуа, кузен предыдущей, сын Ги, графа Сен-Поля и внук Гуго де Шатильона и Марии д’Авен.
жена с 1287 Беатриса Фландрская.
1307—1342: Ги I де Блуа-Шатильон (ум. 1342), граф Блуа и Дюнуа, сын предыдущего.
жена с 1310 Маргарита де Валуа (1295—1342).
1342—1346: Людовик I де Блуа-Шатильон (ум. 1346), граф Блуа и Дюнуа, сын предыдущего и брат Карла де Блуа, герцога Бретонского.
жена с 1340 Жанна де Эно, графиня Суассона, дама де Шиме.
1346—1372: Людовик II де Блуа-Шатильон (ум. 1372), граф Блуа и Дюнуа, сын предыдущего.
1372—1381: Жан II де Блуа-Шатильон (ум. 1381), граф Блуа и Дюнуа, сын Людовика I де Блуа-Шатильон.
жена с 1372 Матильда (1325—1384), герцогиня Гельдернская.
1381—1397: Ги II де Блуа-Шатильон (ум. 1397), граф Блуа и Дюнуа, сын предыдущего.
жена Мария Намюрская.
Его единственный сын Людовик III де Блуа-Шатильон умер бездетным в 1391 году. После его смерти Ги II продал графства Блуа и Дюнуа Людовику I Орлеанскому.